# Hyacinthe Rolland de Rengervé
L'abbé Hyacinthe Rolland de Rengervé, né le 9 juillet 1756 au château du Rocher-Martinois (Guipry) et mort guillotiné en 18 décembre 1793 à Rennes, est un prêtre français, martyr de la Révolution.

## Biographie
Né de François-Marie Rolland, seigneur de Rengervé, et d'Anne-Jeanne Rolland du Frêche, Hyancinthe suit ses études au collège de Rennes.
S'étant dirigé vers l'état ecclesiastique, il est ordonné prêtre à l'âge de vingt-quatre ans.
Vicaire à la paroisse Toussaints de Rennes, puis à celle de Saint-Hellier et en enfin celle de Saint-Sauveur, toujours à Rennes. Dans son sacerdoce, il s'y concilie l'estime générale par ses vertus.
Au moment de la Révolution, refusant la Constitution civile du clergé, il est soumis à la loi de la déportation de 1792 et trouve refuge sur l'île de Jersey. 
Après quelques mois passés, il prend la décision de rentrer en France. Il reçut alors diverses sollicitations pour accompagner les armées royalistes en tant qu'aumônier.
Dénoncé et arrêté au château de la Bigotière, avec Messieurs de la Bigotière et du Plessis, il est conduit successivement à la Guerche, à Vitré puis à Rennes, afin d'être jugé devant le tribunal révolutionnaire.
Lors de son procès, un bienveillant ami tente de le présenter comme un prêtre assermenté devant ses juges. Refusant le mensonge, l'abbé de Rengervé répondit alors : « Mais non, non, je n'ai point fait le serment, ni ne veux le faire », ajoutant à cela : « Je meurs pour ma religion. »
Condamné à mort comme prêtre réfractaire par la Commission militaire révolutionnaire le 17 décembre 1793, il est guillotiné, à Rennes, le lendemain.
Une rue de Guipry a été nommé en son hommage.